# Berberodes impura
Berberodes impura är en fjärilsart som beskrevs av Dyar 1915. Berberodes impura ingår i släktet Berberodes och familjen mätare. Inga underarter finns listade i Catalogue of Life.